# Cal Tjader
Callen Radcliffe (Cal) Tjader jr. (St. Louis, Missouri, 16 juli 1925 – Manilla, Filipijnen, 5 mei 1982) was een Amerikaanse jazzmuzikant. Hij wordt door sommigen gezien als een van de invloedrijkste Latijnse jazzmusici. Tot zijn dood heeft hij altijd vastgehouden aan het spelen van jazz met een Caribische invloed.
Tjader bespeelde voornamelijk de vibrafoon, maar richtte zich soms ook op de drums, bongo's, conga's, pauken en piano. Hij heeft met een groot aantal muzikanten uit verschillende culturen samengewerkt. Tevens wordt hij vaak genoemd als een belangrijke sleutel in de ontwikkeling van de Latijns-Amerikaanse muziek en acid jazz. In 1980 won hij een Grammy Award voor zijn album La Onda Va Bien, waarmee hij zijn veertigjarige carrière bekroonde.

## Jeugdjaren
Cal Tjader werd geboren uit Zweeds-Amerikaanse ouders. Zijn vader was tapdanser en z'n moeder speelde piano. Samen trokken ze van stad naar stad om geld te verdienen. Toen hij twee jaar was verhuisden zijn ouders naar San Mateo in Californië en openden ze een dansstudio. Van zijn moeder leerde hij piano spelen en zijn vader leerde hem dansen. In de regio trad hij op als Tjader Junior en stond hij bekend als een getalenteerd tapdanser. Hij speelde zelfs een kleine rol in de film The White of the Dark Cloud of Joy met Bill Bojangles Robinson.
Toen hij 14 jaar was, leerde Tjader zichzelf drummen. En zo ging het met vrijwel ieder instrument dat hij bespeelde: hij leerde het zichzelf aan. Alleen in het bespelen van piano en pauken kreeg hij enkele lessen. Rond die tijd voegde hij zich bij een dixieland-orkest en deed hij optredens in de omgeving. Op 16-jarige leeftijd nam hij deel aan een drumwedstrijd van Gene Krupa. Hij behaalde de finale, maar wist niet te winnen. Zijn verlies werd echter overschaduwd door de Japanse aanval op Pearl Harbor.

## Het leger en school
In 1943 trad Tjader toe tot het Amerikaanse leger waar hij tot 1946 hospik was. Als oud-soldaat mocht hij hierna studeren. Tjader volgde aan het San José State College een opleiding tot leraar. Later stapte hij over naar het San Francisco State College, nog steeds met de intentie leraar te worden. Daar volgde hij echter zijn eerste paukenlessen, wat hem later geen windeieren zou leggen.
In San Francisco ontmoette hij Dave Brubeck, een jonge pianist die ook in het leger had gediend. Brubeck introduceerde Tjader bij Paul Desmond. Met z'n drieën gingen ze op zoek naar andere muzikanten en vormden ze het Dave Brubeck Octet, waarin Tjader drums speelde. De band experimenteerde met jazz en maakte gebruik van niet-westerse composities. Hoewel ze maar één album opnamen, wordt die periode door velen gezien als de geboorte van een aantal jazzlegenden.
Na het uiteenvallen van de band begonnen Tjader en Brubeck een trio, in de hoop meer werk te vinden. Het Dave Brubeck Trio slaagde hierin en werd een graag geziene gast in jazzclubs in San Francisco. Tjader leerde zichzelf in die tijd vibrafoon spelen en combineerde dat instrument met het drumstel, afhankelijk van het nummer dat werd gespeeld.

## Van bandlid tot bandleider
In 1951 werd het trio gedwongen te stoppen, nadat Brubeck zwaargewond raakte bij een duikongeluk. Tjader ging samenwerken met Alvino Rey en behaalde zijn diploma op San Francisco State. In die periode trad hij ook regelmatig op als bandleider van zijn eigen orkest. In 1953 werd Tjader gerekruteerd door pianist George Shearing die hoop dat het geluid van zijn band zou worden opgevijzeld door het toevoegen van de vibrafoon. Toen Shearing later besloot de kant van Latin-muziek op te gaan, leerde Tjader zichzelf conga's spelen. In datzelfde jaar werd hij genomineerd voor de prijs van best New Star on the drums.
In New York regelde bassist Al McKibbon een ontmoeting voor Tjader met een aantal Afro-Cubaanse bigbands die werden geleid door Machito en Chico O'Farril. Ook ontmoette hij Mongo Santamaría en Willie Bobo. George Shearing nodigde beide muzikanten uit om mee te spelen in zijn nieuwe latin-band.
Dat Tjader in die tijd de vibrafoon in de latin jazz heeft geïntroduceerd is echter een misvatting. Velen, waaronder John Storm Roberts menen dat die eer naar Tito Puente dient te gaan, omdat deze jaren eerder al exotische melodieën op de vibrafoon speelde.
Al vrij snel stapte Tjader uit Shearings band. Toen hij hoorde dat ook Bobo en Santamaría iets anders wilden huurde hij hen in om mee te spelen in The Cal Tjader Modern Mambo Quintet, aangevuld met pianist Vince Guaraldi. Terug in San Francisco begon hij opnamen te maken voor Fantasy Records. De band maakte meerdere albums met veel succes, waaronder Mambo with Tjader. De lp's uit die tijd staan inmiddels bekend als verzamelobject. Tegen het einde van de jaren zestig was de mambo een enorme hit in Amerika en was Tjader enorm populair. Doordat zijn band bestond uit zeer getalenteerde muzikanten uit Cuba met veel gevoel voor jazz, zien veel critici zijn Modern Mambo Quintet als een van de beste latinjazzbands ooit. In die tijd nam Tjader ook enkele pure jazzalbums op voor Fantasy met verschillende bands, waaronder The Cal Tjader Quartet (bestaande uit bassist Gene Wright, drummer Al Torre en Vince Guaraldi). In 1958 nam hij tevens een goed ontvangen album op met saxofonist Stan Getz. In 1959 openden Tjader en zijn band het Monterey Jazz Festival met een uniek optreden. Doordat veel mensen speciaal voor Tjader kwamen wordt hij gezien als de redder van het festival, aangezien het een jaar eerder (bij de eerste editie) flinke verliezen had geleden.
Enkele jaren later viel The Modern Mambo Quintet uit elkaar. Tjader formeerde nog enkele combo's, waarmee hij vaak in San Francisco speelde.

## Verve Records
Na meer dan tien jaar lp's te hebben uitgebracht voor Fantasy Records tekende Tjader een contract bij het hoger aangeschreven Verve Records van Norman Granz. Dankzij de betere financiën en de aanwezigheid van de ervaren producer Creed Taylor bracht Tjader een groot aantal albums uit. In zijn tijd bij het label werkte Tjader onder meer samen met Donald Byrd, Lalo Schifrin, Armando Peraza, Chick Corea, Clare Fischer, Jimmy Heath en Kenny Burrell. Voor het eerst in zijn loopbaan werkte Tjader samen met bigbands en produceerde hij zelfs een lp met Aziatische ritmeschema's.
Het grootste succes behaalde hij met het album Soul Sauce uit 1964. De gelijknamige single (een cover van Dizzy Gillespie) was een enorme hit op de radio en zorgde ervoor dat het album in de Billboard Album Top 200 van 1965 belandde. Door een geheel eigen draai te geven aan het nummer van Gillespie kreeg het een eigen geluid, versterkt door de kreten van Bobo ("Salsa ahi na ma... sabor, sabor!") en het geslepen spel op de vibrafoon door Tjader. Het bijbehorende album ging meer dan 100.000 keer over de toonbank en zorgde voor een vergrote interesse in de salsa.
De jaren zestig bestond uit extremen voor Tjader. Door de steun van een grote platenmaatschappij was hij in staat zijn repertoire flink uit te breiden. Maar zijn combinatie van jazz met Aziatische muziek op Several Shades of Jade (1963) en Breeze From The East (1963) wisten geen indruk te maken. Ook nam hij materiaal op dat was gebaseerd op Burt Bacharach en West Side Story, dat echter niet aansloeg.
Er waren echter ook een aantal experimenten die beter uit de verf kwamen. In 1966 werkte Tjader samen met Eddie Palmieri en maakten ze El Sonido Nuevo ("het nieuwe geluid"). Het geluid van dat album was donkerder dan men van hem gewend was en werd vrij goed ontvangen. In 1962 verscheen ook het album Cal Tjader Plays The Contemporary Music Of Mexico And Brazil, waarmee hij een vernieuwende draai gaf aan de bossanovahype die rond die tijd heerste.

## Moeilijke jaren
Net als vele andere jazzartiesten leed Tjader onder de enorme hype rond de rock-'n-roll na 1970. Hij ging weg bij Verve en tekende een contract voor Skye Records, om niet veel later terug te keren bij Fantasy Records. Tjader begon meer elektronica in zijn muziek te stoppen en maakte gebruik van rockritmen. Zijn meest noemenswaardige album uit die tijd is Amazonas uit 1975. Toch wist hij weinig interesse op te wekken bij de jazzliefhebbers.
In 1976 nam Tjader verschillende live-albums op van shows in de Grace Cathedral in San Francisco. Later toerde hij door Japan met saxofonist Art Pepper. De betreffende shows waren redelijk succesvol, vooral omdat jazz in die tijd flink aan populariteit had ingeboet.

## De laatste jaren
Carl Jefferson, de directeur van Concord Records, creëerde in de jaren zeventig een nieuw label, Concord Picante, om latin jazz te promoten. Belangrijkste product van het label was materiaal van Tjader, die een contract had getekend bij het label.
In tegenstelling tot zijn experimenten in de voorgaande decennia, produceerde hij voor Concord Picante vooral ongecompliceerde latin jazz. Hij stapte af van de elektronica en rockritmen en had zich voorgenomen een meer klassiek geluid te gebruiken. In de jaren daarvoor had hij een groot aantal jonge muzikanten om zich heen verzameld die het niveau van de muziek flink omhoog haalden. Onder hen waren Mark Levine (piano), Roger Glenn (fluit), Vince Lateano (drums), Rob Fisher (bass) en Poncho Sanchez (conga's).
In totaal nam Tjader vijf albums met hen op, waarvan La Onda Va Bien uit 1979 veruit het meeste succes behaalde. Met dat album verdiende hij in 1980 zijn eerste en enige Grammy Award. Tjader overleed in mei 1982 op 56-jarige leeftijd tijdens een tournee aan een hartaanval.